# Neolysandra
Neolysandra is een geslacht van vlinders van de familie van de Lycaenidae (Kleine pages, vuurvlinders en blauwtjes), uit de onderfamilie van de Polyommatinae. De wetenschappelijke naam en de beschrijving van dit geslacht zijn voor het eerst gepubliceerd in 1977 door Ahmet Ömer Koçak.

## Soorten
- Neolysandra coelestina (Eversmann, 1843) - Kobaltblauwtje
- Neolysandra corona (Verity, 1936)
- Neolysandra diana (Miller, 1913)
- Neolysandra ellisoni (Pfeiffer, 1931)
- Neolysandra fatima Eckweiler & Schurian, 1980
- Neolysandra fereiduna Skala, 2002